# Пастене, Джованни Баттиста
Джованни Баттиста Пастене (итал. Giovanni Battista Pastene, исп. Juan Bautista Pastene; 1507, Генуя, Генуэзская республика — 1580, Сантьяго, Вице-королевство Перу) — генуэзский мореплаватель.

## Биография
Джованни Баттиста Пастене родился в 1507 году в Генуе, его родителями были Томас Пастене и Эсмеральда Солимана. В 1526 году он на собственном судне прибыл в Гондурас, а в 1536 году поступил в Перу на службу к Франсиско Писарро.
В 1543 году король Карлос I поручил вице-королю Перу организовать исследование южного Чили; вице-король поручил эту задачу Пастене, дав ему титул «general de la Mar del Sur». В 1544 году губернатор Чили Педро де Вальдивия доверил Пастене исследование южных берегов, поручив ему достигнуть Магелланова пролива. Хотя выполнить эту задачу не удалось, Пастене на судне «Сан-Педро» исследовал большую часть побережья вплоть до залива Консепсьон.
В 1545 году Пастене отправился в Перу за помощью для новых поселений в Чили, и вернулся в 1547 году. Впоследствии он продолжал совершать вояжи для поддержки новой колонии. В 1550 году Пастене своими двумя судами поддержал наземную экспедицию Педро де Вальдивии в район реки Био-Био, подвозя провизию.
Во время губернаторства Гарсия Уртадо де Мендоса Пастене осуществлял морские исследования южного побережья Чили, входил в состав правительства Сантьяго, а в 1564 году был мэром Сантьяго.

## Память
В 1900 году итальянскими иммигрантами был основан в Чили город Капитан-Пастене в коммуне Лумако.